# Parlin (stacja kolejowa)
Parlin – stacja kolejowa w Parlinie, w gminie Pruszcz, w województwie kujawsko-pomorskim, w Polsce. Według klasyfikacji PKP ma kategorię dworca lokalnego. Na trasie pasażerów obsługują Przewozy Regionalne.

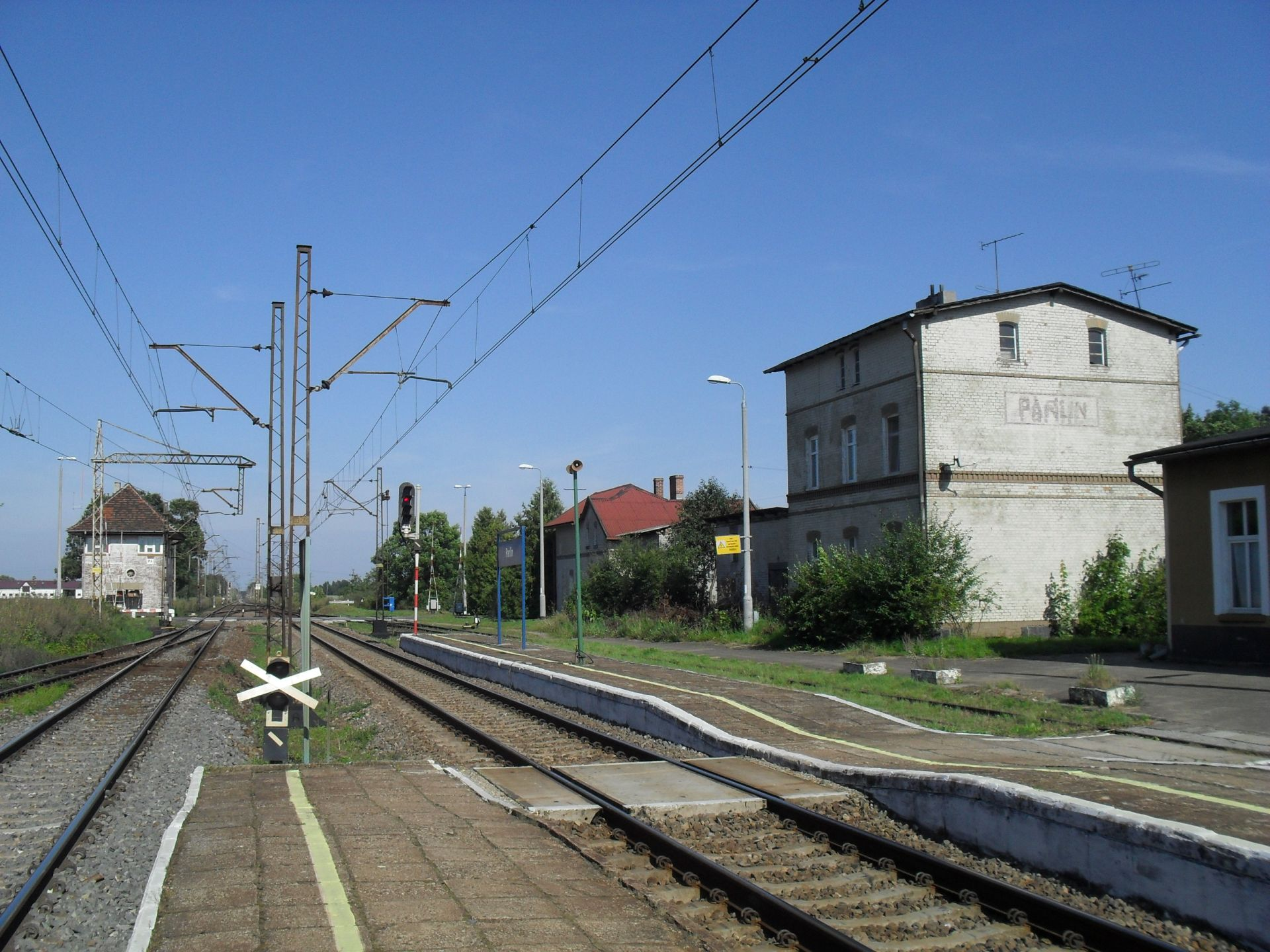
Widok na infrastrukurę kolejową.

## Ruch pasażerski
| Rok  | Wymiana pasażerska na dobę |
| ---- | -------------------------- |
| 2017 | 150-199                    |
| 2022 | 200-299                    |

## Ruch pociągów
Z dworca odjeżdżają pociągi PolRegio oraz Arriva. W rozkładzie jazdy pociągów 2020/2021 znajdują się następujące połączenia:
- Brodnica
- Bydgoszcz Główna
- Gdynia Główna
- Grudziądz
- Laskowice Pomorskie
- Tczew